# 南投縣鄉道列表 (1961年)

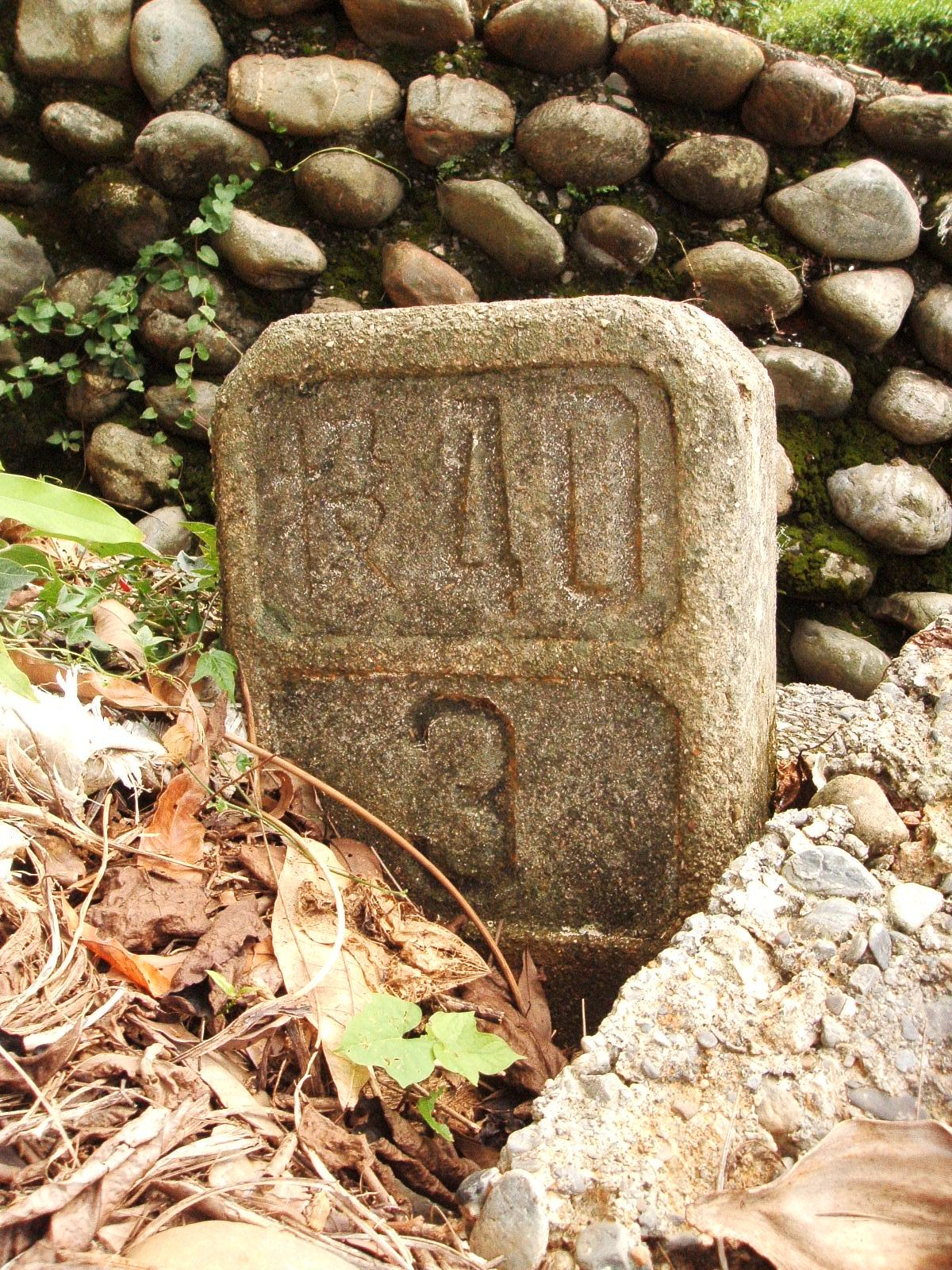
位於今投41線約0.7k的里程碑，刻著1961年的編號投40線3k。

南投縣鄉道列表詳列南投縣於1961年－1982年間境內所轄鄉道的歷史道路列表。列表中介紹每個鄉道的起終點、里程以及儘可能將路線以簡短文字說明。本表除列出兩次公路普查所統計之各鄉道公路里程表外，亦包含數年內陸續修定之內容。另境內跨彰化縣、南投縣之鄉道與大編號鄉道（採縣道編號之鄉道）未列入主表格中，而於最後另立表格整理。
為彌補由文字描述路線時常無法完整表達該鄉道路線的缺陷，另繪有各地區的路線圖，由最右欄中[圖n]的註記書籤可移動至頁尾對應路線圖的連結。另今日省道標誌與早期有所差距，下表中省道標誌為今日圖形，昔日省道標誌為圓形，內有一直線分割成上下兩部份，上半圓為一「臺」字，下半圓則標記其編號。本表里程均以公里為單位。

## 鄉道系統簡介
南投縣的鄉道系統在1961年於臺灣省政府公報中第一次詳列起終點、里程與樁號資料，當時的鄉道僅有少數路線以相同編號及路線延續至今，大部分鄉道在1976年第二次公路普查中改編，逐與今日鄉道系統漸趨類似。鄉道系統中有數條採用縣道編號，但實質上編列為鄉道，如131線。
1966年時，南投縣各鄉鎮均有鄉道通過（含縣道編號之鄉道）。路網以草屯鎮、名間鄉、埔里盆地區較密。部份路段仍留有當時所設之里程碑，上刻有早期之編號與里程。在陸續新編多條鄉道路線後，1976年時竹山鎮、鹿谷鄉鄉道密度也有提升

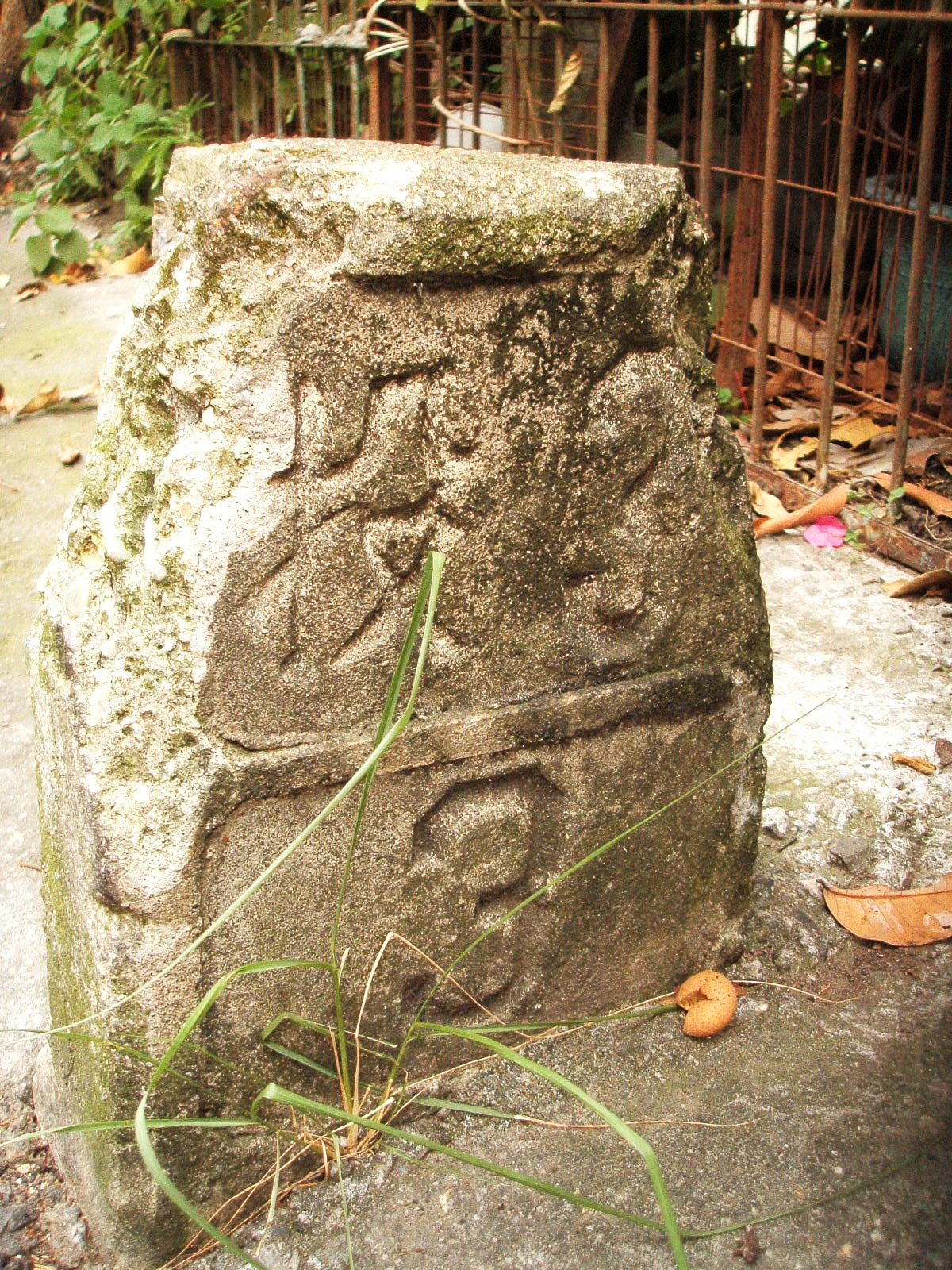
位於今投3線終點前的里程碑，刻著1961年的編號投3線3k。
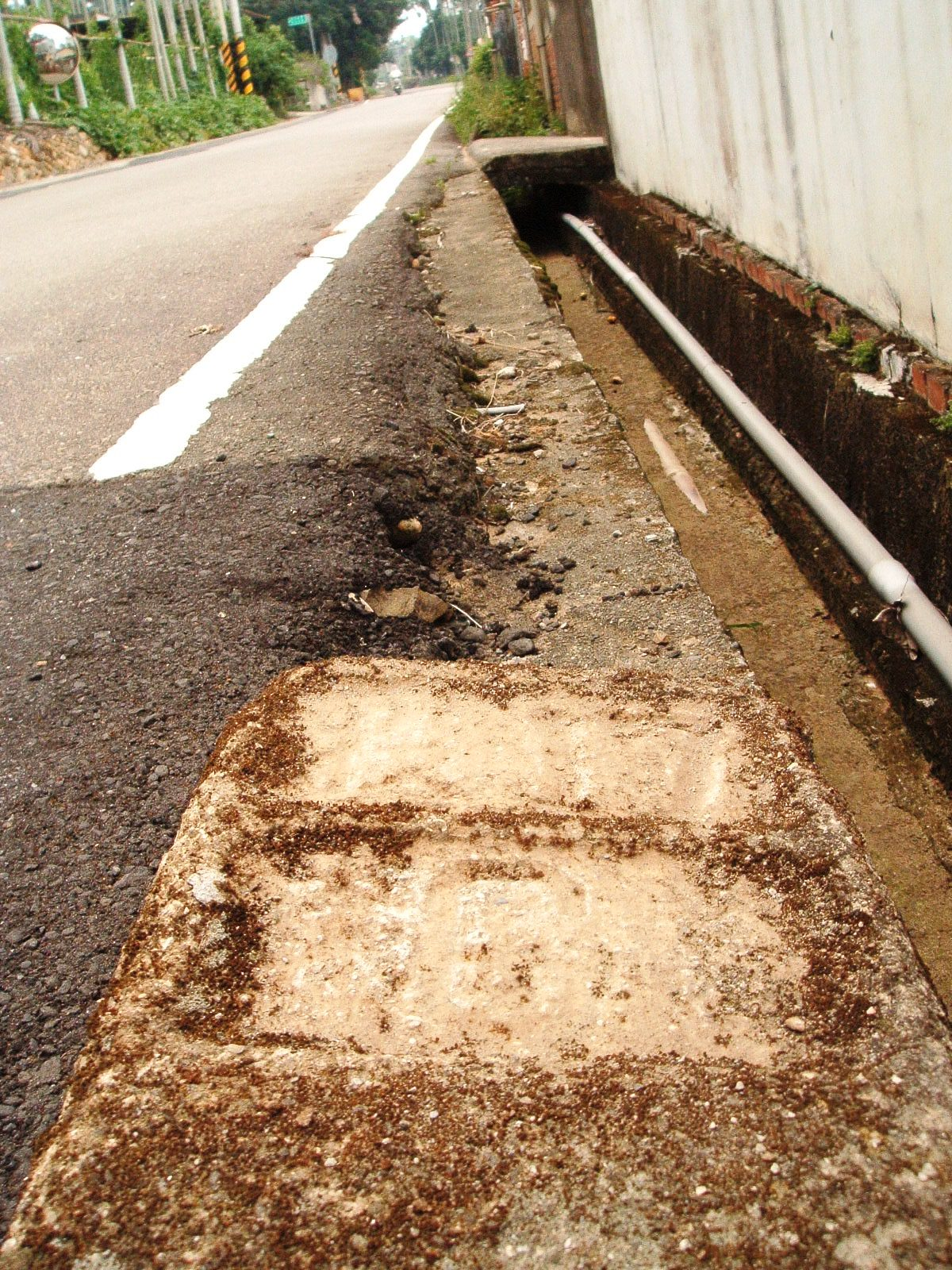
位於今投17線約4.5k的里程碑，刻著1961年的里程投17線6k。
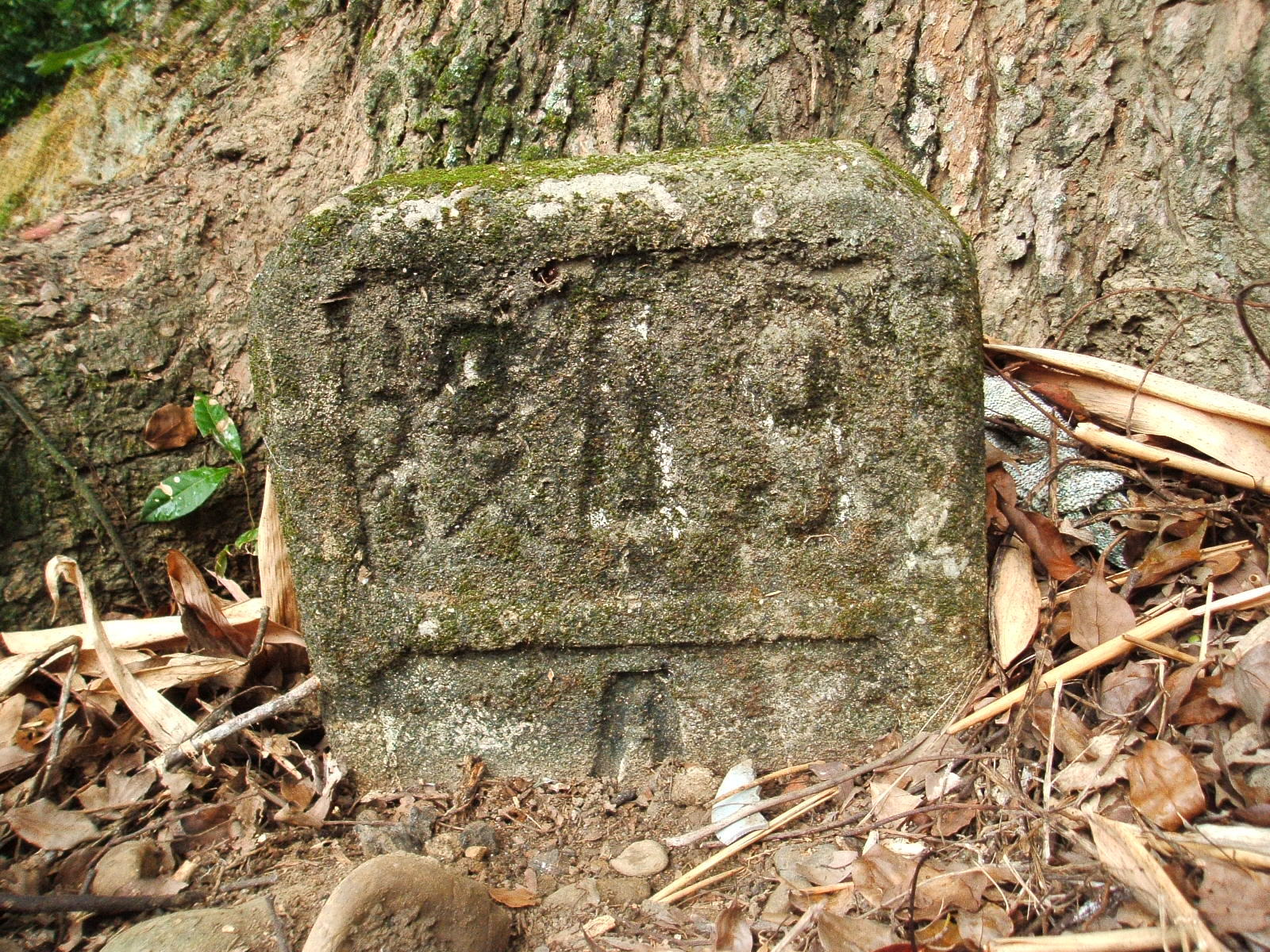
位於今投49線4.2k的里程碑，刻著1961年的里程投49線4k。
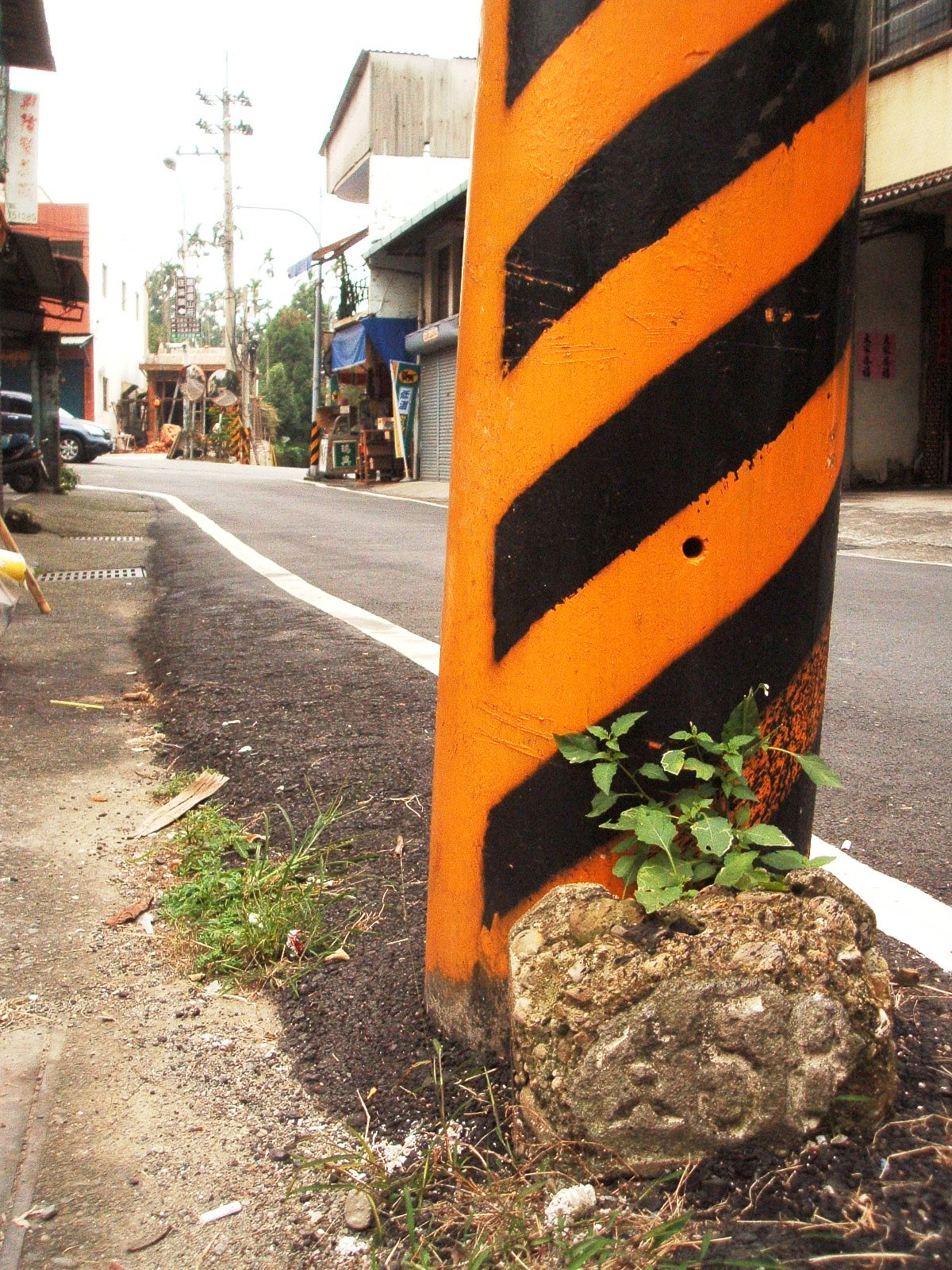
位於今投58線舊路的里程碑，刻著1961年的里程投58線0k。

## 第一次公路普查（1961年）
| 編號        | 起點                     | 迄點                  | 里程   | 今日路線、編號與備註                                                                                             |
| 投1線       | 溪底（彰投13線岔路）     | 下番子田（投2線岔路） | 1.099  | 投1線（下番子田以北）                                                                                            |
| 投2線       | 新庄（台14線岔路）       | 牛屎崎（台3線岔路）   | 3.699  | 投1線（下番子田以南）、投2線                                                                                     |
| 投2-1線     | 頂番子田（投2線岔路）    | 牛屎崎（投2線岔路）   | 1.409  | 草屯稻香路 |
| 投3線       | 頂茄荖（投4線岔路）      | 新庄（台14線岔路）    | 3.065  | 投3線（經田庄）                                                                                                  |
| 投4線       | 頂茄荖（台14線岔路）     | 新庄（投9線岔路）     | 3.962  | 投4線（經石頭埔）                                                                                                |
| 投5線       | 頂番子田（投2線岔路）    | 新庄（台14線岔路）    | 1.156  | 投7線、草屯日新街                                                                                                |
| 投6線       | 溪州庄（投4線岔路）      | 草屯（台3線岔路）     | 4.946  | 投6線 |
| 投7線       | 新庄（台14線岔路）       | 竹圍（投2線岔路）     | 1.022  | 投7線、草屯日新街227巷                                                                                           |
| 投8線       | 牛屎崎（台3線岔路）      | 雙義港（148線岔路）   | 1.712  | 投8線 |
| 投9線       | 新庄（台14線岔路）       | 溪州（台3線岔路）     | 4.587  | 投9線 |
| 投10線      | 雙義港（148線岔路）      | 屯園（148線岔路）     | 2.486  | 投10線 |
| 投11線      | 月眉（148線岔路）        | 溪州（台3線岔路）     | 2.313  | 草屯糖鐵月眉厝線改建                                                                                             |
| 投12線      | 北勢湳（148線岔路）      | 土城（台14線岔路）    | 3.390  | 投10線、草屯玉屏巷                                                                                               |
| 投12-1線    | 坪頂（投17線岔路）       | 土城（台14線岔路）    | 2.265  | 草屯中正路三層巷                                                                                                 |
| 投13線      | 芬草路分叉（台14線岔路） | 碧山路（148線岔路）   | 0.954  | 草屯仁愛街 |
| 投14線      | 富寮（台14線岔路）       | 頂城（投17線岔路）    | 5.017  | 投14線 |
| 投15線      | 草屯（台3線岔路）        | 南投（投16線岔路）    | 7.923  | 台3甲線（碧山路起） → 南營路 → 華陽路 → 祖祠路2巷 → 復興路480巷 → 藍田街                                         |
| 投15-1線    | 草屯（台14線岔路）       | 營盤口（投15線岔路）  | 3.149  | 草屯玉峰街 → 青雲街 → 虎山路 → 南投省北路 → 向陽路                                                               |
| 投16線      | 溪州（台3線岔路）        | 南投（台3線岔路）     | 6.662  | 草屯無名道路穿過南投交流道 → 南投營盤路151巷 → 營盤路 → 南營路 → 中興路 → 中興路392巷 → 育樂路 → 民生街 → 中山街 |
| 投17線      | 北勢湳（148線岔路）      | 龍岩（投22線岔路）    | 12.776 | 投17線 |
| 投17-1線    | 五分（中寮車站前）       | 中寮（139線岔路）     | 0.730  | 中寮無名道路 |
| 投18線      | 凹禍寮（139線岔路）      | 小半天（台3線岔路）   | 3.259  | 投18線 |
| 投19線      | 內興（投16線岔路）       | 新埔                  | 1.254  | 南投南營路222巷 → 新興路（投16線）                                                                               |
| 投20線      | 施厝坪（139線岔路）      | 半山（台3線岔路）     | 4.279  | 投86線（登施路 → 仁和路）                                                                                        |
| 投21線      | 南投（139線岔路）        | 軍功寮（投16線岔路）  | 2.354  | 南投軍功路 → 與投16線（1966年）共線 → 平和街                                                                     |
| 投22線      | 軍功寮（投21線岔路）     | 內城（清水吊橋頭）    | 11.820 | 投22線 |
| 投23線      | 橫山（139線岔路）        | 赤水（150線岔路）     | 3.507  | 139乙線 |
| 投24線      | 鹿鳴（投23線岔路）       | 萬丹                  | 8.471  | 投32線、投24線                                                                                                   |
| 投25線      | 南投（台3線岔路）        | 月眉                  | 4.386  | 南投文昌街 → 復興路 → 府南二路 → 投25線 → 投25-1線                                                               |
| 投26線      | 八仙林（139線岔路）      | 大坑                  | 6.268  | 投26線 |
| 投27線      | 崁頂（139線岔路）        | 番子吧                | 2.045  | 投27線 |
| 投27-1線    | 大丘園                   | 柴橋頭（台16線岔路）  | 0.778  | 集集大園巷 → 文心街 → 文昌巷                                                                                     |
| 投28線      | 大庄（150線岔路）        | 新街（投31線岔路）    | 3.712  | 投28線 |
| 投29線      | 茄苳腳（139線岔路）      | 赤水（投36線岔路）    | 7.410  | 投29線 |
| 投30線      | 大庄（150線岔路）        | 二重埔（投36線岔路）  | 4.451  | 投30線、投30-1線                                                                                                 |
| 投31線      | 新街（台3線岔路）        | 崁子腳（投38線岔路）  | 5.587  | 投28線、投31線                                                                                                   |
| 投32線      | 下新厝（投30線岔路）     | 東湖（投39線岔路）    | 3.030  | 投30線、投39-1線                                                                                                 |
| 投33線      | 廍下（投24線岔路）       | 荒口店（投34線岔路）  | 0.520  | 投33線 |
| 投34線      | 土地公崎                 | 頂新厝（投36線岔路）  | 5.735  | 投34線 |
| 投35線      | 口寮（投38線岔路）       | 出林虎（投36線岔路）  | 2.925  | 投40線 |
| 投36線      | 赤水（150線岔路）        | 中山（投38線岔路）    | 6.995  | 投36線 |
| 投36-1線    | 中山（投38線岔路）       | 南雅（141線岔路）     | 1.253  | 名間頂部巷 |
| 投37線      | 千秋（投25線岔路）       | 名間（台3線岔路）     | 6.536  | 投25線 |
| 投37-1線    | 萬丹（投37線岔路）       | 東勢坑                | 0.973  | 名間東勢巷 |
| 投38線      | 赤水（150線岔路）        | 名間（台3線岔路）     | 10.200 | 139乙線 |
| 投39線      | 新街（台3線岔路）        | 仁和                  | 3.085  | 投39線 |
| 投40線      | 松柏坑（投38線岔路）     | 崁子腳（投38線岔路）  | 4.840  | 投42線、投41線                                                                                                   |
| 投41線      | 崁寮（投42線岔路）       | 湳子埔（投38線岔路）  | 2.345  | 投41線 |
| 投42線      | 崁子腳（投38線岔路）     | 名間（台3線岔路）     | 5.430  | 投37線、投42線                                                                                                   |
| 投43線      | 集集（台16線岔路）       | 水底寮（台3線岔路）   | 7.090  | 台3丙線 |
| 投44線      | 清水尾（139線岔路）      | 新民（台3線岔路）     | 2.564  | 投44線 |
| 投45線      | 下坪                     | 三角潭（台3線岔路）   | 2.222  | 投45線 |
| 投45-1線    | 埔心仔（台3線岔路）      | 江西林（投46線岔路）  | 1.106  | 投46-2線 |
| 投46線      | 延平（台3線岔路）        | 下坪（投45線岔路）    | 24.606 | 投46線 |
| 投47線      | 下溪底（彰投115線岔路）  | 和溪厝（台3線岔路）   | 0.830  | 投47線 |
| 投48線      | 三角潭（台3線岔路）      | 圳頭坑                | 1.287  | 投50線 |
| 投49線      | 竹山（149線岔路）        | 大鞍                  | 12.920 | 投49線 |
| 投50線      | 竹山（投52線岔路）       | 三塊厝                | 1.996  | 投45線 |
| 投51線      | 田子（投49線岔路）       | 流藤坪                | 5.150  | 投51線 |
| 投52線      | 竹山（台3線岔路）        | 桂林                  | 2.820  | 投48線 |
| 投53線      | 延平（投57線岔路）       | 九寮坑                | 12.520 | 投55線、投55-1線                                                                                                 |
| 投54線      | 瑞竹（149線岔路）        | 梯子嶺                | 10.100 | 投54線 |
| 投55線      | 小半天（投53線岔路）     | 深坑                  | 6.256  | 投55線 |
| 投56線      | 鹿谷（投57線岔路）       | 鳳凰                  | 5.873  | 投56線 |
| 投57線      | 延平（台3線岔路）        | 車輄寮                | 9.227  | 151線 |
| 投58線      | 初鄉（投57線岔路）       | （台16線岔路）        | 18.720 | 131線 |
| 投58-1線    | 坪頂（投58線岔路）       | 東埔                  | 2.619  | 投101線 |
| 投59線      | 水裡（台16線岔路）       | 麒麟頭（濁水溪堤防）  | 3.140  | 投61線 |
| 投60線      | 延平（台3線岔路）        | 木屐寮                | 1.458  | 投46-1線（後半段）                                                                                               |
| 投61線 缺號 |                          |                       |        | |
| 投62線      | 頭社（台16線岔路）       | 派出所（台16線岔路）  | 5.045  | 投62線 |
| 投63線      | 日月潭（台16線岔路）     | 涵碧樓                | 0.885  | 魚池名勝街 |
| 投64線      | 日月潭（台16線岔路）     | 文武廟                | 1.805  | 台21甲線 |
| 投65線      | 埔里（台14線岔路）       | 新城（台16線岔路）    | 6.490  | 投65線 |
| 投66線      | 珠格（投67線岔路）       | 水頭（投69線岔路）    | 2.367  | 投72線 |
| 投67線      | 埔里（台14線岔路）       | 公林                  | 15.145 | 投67線 |
| 投68線      | 東光（131線岔路）        | 東埔（投69線岔路）    | 14.387 | 投69線、投70線                                                                                                   |
| 投69線      | 水頭（131線岔路）        | 東埔                  | 6.825  | 投71線 |
| 投70線      | 內底林（投69線岔路）     | 紅仙水（投68線岔路）  | 2.101  | 投69線 |
| 投71線      | 霧社（台14線岔路）       | 萬大                  | 12.790 | 投83線 |
| 投72線      | 霧社（台14線岔路）       | 屯原                  | 19.169 | 台14線 |
| 投73線      | 小埔社（131線岔路）      | 愛蘭（台14線岔路）    | 9.541  | 投73線 |
| 投74線      | 藍子城（投75線岔路）     | 埔里（台14線岔路）    | 1.932  | 埔里藍城路 → 大同街 → 大成路                                                                                     |
| 投75線      | 史港（131線岔路）        | 埔里（台14線岔路）    | 5.279  | 投75線、糖鐵小埔社線改建                                                                                         |
| 投76線      | 史港（131線岔路）        | 牛眠山（131線岔路）   | 3.626  | 投76線、埔里福興路                                                                                               |
| 投77線      | 四角城（131線岔路）      | 大湳（台14線岔路）    | 4.436  | 投78線 |
| 投78線      | 國姓（投79線岔路）       | 北港溪（131線岔路）   | 6.956  | 投84線 |
| 投79線      | 葉厝（131線岔路）        | 柑子林（台14線岔路）  | 5.873  | 133線 |
| 投80線      | 梅子林（131線岔路）      | 眉原                  | 10.300 | 投80線 |

### 後續更動
本表列出1967年至1975年間陸續的小規模更動：
| 年份   | 更動別 | 編號     | 起點                  | 迄點                  | 里程                          | 今日編號與備註                |
| 1967年 | 改編   | 投彰35   | 出林虎（投36線岔路）  | 縣界                  | 5.448                         | 投35線、投40線（內寮巷路段）  |
| 1967年 | 新編   | 投24-1線 | 橫山（投23線岔路）    | 大庄（投24線岔路）    | 3.860                         | 投30線（今日0.7－4.5公里處）  |
| 1967年 | 新編   | 投36-2線 | 松柏坑（投38線岔路）  | 新厝（投31線岔路）    | 1.769                         | 投31線 （139乙線－投37線間）  |
| 1967年 | 新編   | 投38-1線 | 口寮（投38線岔路）    | 三崙（投彰35線岔路）  | 0.738                         | 投40線（口寮巷路段）          |
| 1967年 | 新編   | 投38-2線 | 湳子埔（投38線岔路）  | 中正（投36-1線岔路）  | 0.755                         | 名間頂部巷                    |
| 1967年 | 新編   | 投38-3線 | 名間（台3線岔路）     | 中正（投38-2線岔路）  | 1.200                         | 名間庄子巷                    |
| 1967年 | 新編   | 投64-1線 | 日月潭（台16線岔路）  | 機場                  | 0.400                         | 魚池台21甲線起點旁小路        |
| 1967年 | 新編   | 投雲81線 | 桶頭（149線岔路）     | 樟湖（縣界）          | 5.072                         | 158甲線竹山段                 |
| 1967年 | 新編   | 投82線   | 內寮（投雲81線岔路）  | 小旗                  | 3.690                         | 竹山無名道路                  |
| 1967年 | 新編   | 投84線   | 瑞竹（149線岔路）     | 大嶺                  | 5.465                         | 投52線                        |
| 1969年 | 新編   | 投43-1線 | 劉厝（投43線岔路）    | 紅竹浦（投43線岔路）  | 1.433                         | 竹山富舟巷                    |
| 1969年 | 新編   | 投43-2線 | 社寮（投43線岔路）    | 後溝坑                | 1.608                         | 投43線                        |
| 1969年 | 新編   | 投53-1線 | 中湖（投53線岔路）    | 小半天（投53線岔路）  | 1.245                         | 鹿谷中湖巷                    |
| 1969年 | 新編   | 投53-2線 | 九寮坑（投53線岔路）  | 鳳凰（投56線岔路）    | 1.838                         | 投55-1線二突路                |
| 1969年 | 新編   | 投57-1線 | 車輄寮（投57線岔路）  | 凍頂                  | 2.185                         | 鹿谷無名道路                  |
| 1969年 | 新編   | 投58-2線 | 水尾（投58線岔路）    | 苦瓜寮                | 3.225                         | 投99線                        |
| 1969年 | 新編   | 投58-3線 | 初鄉（投58線岔路）    | 粗坑底                | 2.966                         | 投93線                        |
| 1969年 | 新編   | 投61線   | 南雲大橋（台3線岔路） | 溫水橋（台3線岔路）   | 1.692                         | 竹山溫水巷                    |
| 1969年 | 新編   | 投83線   | 小半天（投53線岔路）  | 山豬湖                | 6.229                         | 鹿谷田頭巷 → 山豬湖產業道路   |
| 1969年 | 新編   | 投85線   | 嶺腳（投49線岔路）    | 復興寮                | 5.446                         | 投49-1線                      |
| 1969年 | 新編   | 投86線   | 過溪（149線岔路）     | 內田子（投51線岔路）  | 2.710                         | 竹山田東路                    |
| 1969年 | 新編   | 投87線   | 六坑（投49線岔路）    | 大鞍（投85線岔路）    | 10.469                        | 竹山中坑路（中心崙林道）      |
| 1969年 | 新編   | 投88線   | 和雅（投55線岔路）    | 內湖（151線岔路）     | 1.861                         | 投55-2線                      |
| 1969年 | 新編   | 投89線   | 後埔子（投43線岔路）  | 獅尾堀                | 1.000                         | 竹山通學路（部份）            |
| 1969年 | 新編   | 投89-1線 | 後埔子（投89線岔路）  | 枋寮                  | 1.470                         | 竹山枋寮路                    |
| 1969年 | 新編   | 投90線   | 上安（131線岔路）     | 三廍坑                | 1.113                         | 三部產業道路                  |
| 1969年 | 延長   | 投52線   | 冷水坑                | 苦苓坪                | 由起終點往兩方向延長共5.919km | 由起終點往兩方向延長共5.919km |
| 1970年 | 縮短   | 投15-1線 | 草屯（台14線岔路）    | 營盤口（台3甲線岔路） | 2.572                         | 原線終點移至省府圓環          |

## 第二次公路普查（1976年）
| 編號     | 起點                    | 迄點                  | 里程     | 更動情形                                         | 今日路線、編號與備註                               |
| 投1線    | 東寮（彰投13線岔路）    | 新庄（台14線岔路）    | 3.020    | 延長                                             | 投1線                                              |
| 投2線    | 下番子田（投1線岔路）   | 牛屎崎（台3線岔路）   | 1.277    | 縮短                                             | 投2線                                              |
| 投2-1線  | 投2-1線                 | 投2-1線               | 投2-1線  | 解編                                             | 解編                                               |
| 投3線    | 頂茄荖（台14線岔路）    | 新庄（台14線岔路）    | 2.714    | 縮短                                             | 投3線                                              |
| 投4線    | 下茄荖（台14線岔路）    | 新庄（投9線岔路）     | 3.958    | 未更動                                           | 投4線                                              |
| 投5線    | 投5線                   | 投5線                 | 投5線    | 解編 部分改編為投7線                             | 解編 部分改編為投7線                               |
| 投6線    | 北投（投9線岔路）       | 草屯（台3線岔路）     | 2.057    | 縮短                                             | 投6線                                              |
| 投7線    | 竹圍（投2線岔路）       | 新庄（台14線岔路）    | 1.022    | 改線                                             | 投7線（草屯日新街）                                |
| 投8線    | 牛屎崎（台3線岔路）     | 雙叉港（投12線岔路）  | 1.694    | 未更動                                           | 投8線                                              |
| 投9線    | 新庄（台14線岔路）      | 頭前厝（台3丙線岔路） | 4.545    | 未更動                                           | 投9線                                              |
| 投10線   | 雙叉港（投12線岔路）    | 屯園                  | 4.127    | 延長                                             | 投10線                                             |
| 投11線   | 投11線                  | 投11線                | 投11線   | 解編                                             | 解編                                               |
| 投12線   | 草屯（台3線岔路）       | 土城（台14線岔路）    | 7.514    | 改編                                             | 投6線（草屯建國路 → 青雲街→ 玉屏路） 原148線改編。 |
| 投12-1線 | 北勢湳（投12線岔路）    | 土城（台14線岔路）    | 3.390    | 改編                                             | 投10線 原投12線改編                                |
| 投13線   | 內興（台3甲線岔路）     | 新埔                  | 1.850    | 改線                                             | 投13線                                             |
| 投14線   | 富寮（台14線岔路）      | 竹子城（投17線岔路）  | 6.266    | 未更動                                           | 投14線                                             |
| 投15線   | 投15線                  | 投15線                | 投15線   | 解編 草屯－營盤口改編為台3線                     | 解編 草屯－營盤口改編為台3線                       |
| 投15-1線 | 投15-1線                | 投15-1線              | 投15-1線 | 解編                                             | 解編                                               |
| 投16線   | 溪州（台3丙線岔路）     | 新埔（投13線岔路）    | 5.690    | 改線                                             | 南營路 → 南營路222巷 → 投16線                      |
| 投17線   | 坪子腳（投10線岔路）    | 中寮（139線岔路）     | 20.863   | 延長                                             | 投17線                                             |
| 投17-1線 | 大龜溝（投17線岔路）    | 東勢閣（投17線岔路）  | 4.326    | 改編                                             | 投17-1線                                           |
| 投18線   | 凹禍寮（139線岔路）     | 小東山（台3丙線岔路） | 3.255    | 未更動                                           | 投18線                                             |
| 投19線   | 坪林（台14線岔路）      | 坪林崎                | 2.082    | 改編                                             | 投19線（平林橋）→ 平林巷                           |
| 投20線   | 投20線                  | 投20線                | 投20線   | 解編 原線編入彰投86線一部分                      | 解編 原線編入彰投86線一部分                        |
| 投21線   | 投21線                  | 投21線                | 投21線   | 解編                                             | 解編                                               |
| 投22線   | 軍功寮（台3甲線岔路）   | 清水                  | 14.650   | 延長                                             | 投22線                                             |
| 投23線   | 橫山（139線岔路）       | 赤水（150線岔路）     | 4.408    | 不變                                             | 139乙線                                            |
| 投24線   | 大庄（150線岔路）       | 萬丹                  | 6.355    | 縮短                                             | 投24線                                             |
| 投24-1線 | 投24-1線                | 投24-1線              | 投24-1線 | 解編 原線編入投30線                              | 解編 原線編入投30線                                |
| 投25線   | 南投（台3甲線岔路）     | 名間（台3線岔路）     | 8.872    | 改線                                             | 投25線                                             |
| 投26線   | 八仙（139線岔路）       | 大坑                  | 6.268    | 未更動                                           | 投26線                                             |
| 投26-1線 | 哮貓（投26線岔路）      | 粗坑                  | 2.500    | 新增                                             | 投26-1線                                           |
| 投27線   | 崁頂（139線岔路）       | 集集（台16線岔路）    | 11.143   | 延伸                                             | 投27線                                             |
| 投27-1線 | 投27-1線                | 投27-1線              | 投27-1線 | 解編                                             | 解編                                               |
| 投28線   | 大庄（150線岔路）       | 新街（台3線岔路）     | 4.503    | 延伸                                             | 投28線                                             |
| 投29線   | 茄冬腳（150線岔路）     | 赤水（投36線岔路）    | 6.901    | 未更動                                           | 投29線                                             |
| 投30線   | 橫山（投23線岔路）      | 二重埔（投36線岔路）  | 8.514    | 延伸                                             | 投30線、投30-1線                                   |
| 投31線   | 新街（投28線岔路）      | 清水尾（152線岔路）   | 8.555    | 延伸                                             | 投31線、投37線                                     |
| 投32線   | 下新厝（投30線岔路）    | 虎子坑（台3線岔路）   | 2.006    | 縮短                                             | 投30線                                             |
| 投33線   | 廍下（投23線岔路）      | 籃口店（150線岔路）   | 1.900    | 延伸                                             | 投32線、投33線                                     |
| 投33-1線 | 廍下（投33線岔路）      | 大庄（150線岔路）     | 0.904    | 新增                                             | 投32線                                             |
| 投34線   | 錦梓（投23線岔路）      | 頂新厝（投31線岔路）  | 5.113    | 縮短                                             | 投34線                                             |
| 投彰35線 | 三崙（投36-1線岔路）    | 上豐街                | 3.263    | 縮短                                             | 投35線                                             |
| 投36線   | 赤水（150線岔路）       | 中山（投38線岔路）    | 7.706    | 未更動                                           | 投36線                                             |
| 投36-1線 | 出林虎（投36線岔路）    | 口寮（投36線岔路）    | 2.912    | 改編                                             | 投40線                                             |
| 投36-2線 | 投36-2線                | 投36-2線              | 投36-2線 | 解編                                             | 解編                                               |
| 投37線   | 投37線                  | 投37線                | 投37線   | 解編 原線編入投25線                              | 解編 原線編入投25線                                |
| 投37-1線 | 投37-1線                | 投37-1線              | 投37-1線 | 解編                                             | 解編                                               |
| 投38線   | 赤水（150線岔路）       | 名間（台3線岔路）     | 10.225   | 未更動                                           | 139乙線                                            |
| 投38-1線 | 投38-1線                | 投38-1線              | 投38-1線 | 解編 原線納入投36-1線                            | 解編 原線納入投36-1線                              |
| 投38-2線 | 投38-2線                | 投38-2線              | 投38-2線 | 解編                                             | 解編                                               |
| 投38-3線 | 投38-3線                | 投38-3線              | 投38-3線 | 解編                                             | 解編                                               |
| 投39線   | 新街（台3線岔路）       | 仁和                  | 3.345    | 未更動                                           | 投39線                                             |
| 投39-1線 | 東湖（投39線岔路）      | 虎子坑（台3線岔路）   | 1.037    | 新增                                             | 投39-1線 原投32線後半段改編                        |
| 投40線   | 投40線                  | 投40線                | 投40線   | 解編 松柏坑－埔中改編投42線 埔中－炭寮改編投41線 | 解編 松柏坑－埔中改編投42線 埔中－炭寮改編投41線   |
| 投41線   | 湳子埔（投38線岔路）    | 埔中（投42線岔路）    | 5.055    | 延伸                                             | 投41線                                             |
| 投42線   | 松柏坑（投38線岔路）    | 名間（台3線岔路）     | 8.986    | 改線                                             | 投42線                                             |
| 投43線   | 山腳（台16線岔路）      | 後溝坑                | 1.089    | 改編                                             | 投43線 原線升格為台16甲線                          |
| 投43-1線 | 投43-1線                | 投43-1線              | 投43-1線 | 解編                                             | 解編                                               |
| 投43-2線 | 投43-2線                | 投43-2線              | 投43-2線 | 解編 原線改編投43線                              | 解編 原線改編投43線                                |
| 投44線   | 清水尾（152線岔路）     | 新民（台3線岔路）     | 2.573    | 未更動                                           | 投44線                                             |
| 投45線   | 下坪                    | 三角潭（台3線岔路）   | 2.111    | 未更動                                           | 投45線                                             |
| 投45-1線 | 投45-1線                | 投45-1線              | 投45-1線 | 解編 原線改編投47-1線                            | 解編 原線改編投47-1線                              |
| 投46線   | 下坪（投45線岔路）      | 江西林（投47線岔路）  | 2.937    | 縮短                                             | 046.0/ 投46線                                      |
| 投47線   | 藤湖（台3線岔路）       | 圳頭坑                | 5.893    | 改編                                             | 投46-1線 → 投46線 → 台3線 → 投50線 → 瑞竹巷39弄    |
| 投47-1線 | 江西林（投47線岔路）    | 延平（台3線岔路）     | 0.680    | 新增                                             | 投46-2線。本線由原投45-1線改編                     |
| 投48線   | 冷水坑（彰投115線岔路） | 苦苓坪                | 8.739    | 改編                                             | 投48線。本線由原投52線改編                         |
| 投49線   | 竹山（149線岔路）       | 大鞍（投專2線岔路）   | 10.338   | 縮短                                             | 投49線                                             |
| 投49-1線 | 嶺腳（投49線岔路）      | 復興寮（投專2線岔路） | 8.376    | 新增                                             | 投49-1線 原投85線                                  |
| 投50線   | 竹山（台3線岔路）       | 三塊厝                | 1.905    | 改線                                             | 竹山和育巷 → 鹿山路56巷 → 投50線（鹿山路）         |
| 投51線   | 過溪（149線岔路）       | 田子（投49線岔路）    | 12.071   | 延伸                                             | 投51線                                             |
| 投52線   | 投52線                  | 投52線                | 投52線   | 解編 改編為投48線                                | 解編 改編為投48線                                  |
| 投53線   | 過溪（149線岔路）       | 木瓜潭                | 6.714    | 改編                                             | 投53線                                             |
| 投53-1線 | 投53-1線                | 投53-1線              | 投53-1線 | 解編                                             | 解編                                               |
| 投53-2線 | 投53-2線                | 投53-2線              | 投53-2線 | 解編 原線編入投55-1線                            | 解編 原線編入投55-1線                              |
| 投54線   | 林頂（149線岔路）       | 梯子嶺                | 10.110   | 未更動                                           | 投54線                                             |
| 投55線   | 延平（151線岔路）       | 崩崁頭（151線岔路）   | 13.693   | 延伸                                             | 投55線                                             |
| 投55-1線 | 小半天（投55線岔路）    | 五崙尾（投56線岔路）  | 5.300    | 新增                                             | 投55-1線 原投53線後半段加投53-2線全部              |
| 投55-2線 | 和雅（投55線岔路）      | 內湖（151線岔路）     | 1.811    | 新增                                             | 投55-2線 原投88線改編                              |
| 投56線   | 鹿谷（151線岔路）       | 苦苓腳                | 13.380   | 延伸                                             | 投56線                                             |
| 投57線   | 林頂（投54線岔路）      | 過溪                  | 4.120    | 改編                                             | 投57線                                             |
| 投58線   | 初鄉（151線岔路）       | 永興（台21線岔路）    | 21.896   | 改線                                             | 131線、投58線、投61線 末段改走永興吊橋。           |
| 投58-1線 | 坪頂（投58線岔路）      | 東埔寮                | 2.602    | 未更動                                           | 投101線                                            |
| 投58-2線 | 永興（投58線岔路）      | 頂寮                  | 8.750    | 改編                                             | 投61線                                             |
| 投58-3線 | 投58-3線                | 投58-3線              | 投58-3線 | 解編                                             | 解編                                               |
| 投59線   | 信義（台21線岔路）      | 土場（台21線岔路）    | 20.949   | 改編                                             | 投59線                                             |
| 投60線   | 內寮（149線岔路）       | 小棋                  | 3.495    | 改編                                             | 149乙線 由原投82線改編                             |
| 投61線   | 和社（台21線岔路）      | 東埔                  | 8.018    | 改編                                             | 投60線                                             |
| 投62線   | 頭社（台21線岔路）      | 武登村（台21線岔路）  | 5.010    | 未更動                                           | 投62線                                             |
| 投63線   | 日月潭（台21線岔路）    | 涵碧樓                | 1.415    | 未更動                                           | 魚池名勝街                                         |
| 投64線   | 日月潭（台21線岔路）    | 環湖                  | 13.697   | 未更動                                           | 台21甲線                                           |
| 投64-1線 | 投64-1線                | 投64-1線              | 投64-1線 | 解編                                             | 解編                                               |
| 投65線   | 埔里（台14線岔路）      | 新城                  | 8.964    | 未更動                                           | 投65線                                             |
| 投66線   | 蓮花池                  | 槌子寮（131線岔路）   | 6.292    | 改編                                             | 投64線、投66線                                     |
| 投67線   | 埔里（台14線岔路）      | 公林                  | 14.097   | 未更動                                           | 投67線                                             |
| 投67-1線 | 珠格（投67線岔路）      | 東埔（投71-1線岔路）  | 4.249    | 新增                                             | 投72線 由原投66線改編                              |
| 投68線   | 紅仙水（投69線岔路）    | 東埔（投71-1線岔路）  | 3.162    | 縮短                                             | 投70線                                             |
| 投69線   | 內底林（投71-1線岔路）  | 東光（131線岔路）     | 13.497   | 改編                                             | 投69線                                             |
| 投69-1線 | 東光（投69線岔路        | 頂城                  | 1.112    | 新增                                             | 投69-3線                                           |
| 投70線   | 廟前（131線岔路）       | 內加道（投69線岔路    | 3.097    | 改編                                             | 投69-1線                                           |
| 投71線   | 霧社（台14線岔路）      | 松林                  | 14.095   | 延伸                                             | 投83線                                             |
| 投71-1線 | 水頭（131線岔路）       | 武界                  | 27.769   | 新增                                             | 投71線                                             |
| 投72線   | 南村（台14線岔路）      | 大坪頂                | 4.000    | 改編                                             | 投77線                                             |
| 投73線   | 小埔社（台21線岔路）    | 愛蘭（台14線岔路）    | 9.875    | 未更動                                           | 投73線                                             |
| 投74線   | 投74線                  | 投74線                | 投74線   | 解編                                             | 解編                                               |
| 投75線   | 四角城（台21線岔路）    | 埔里（台14線岔路）    | 4.310    | 未更動                                           | 投75線                                             |
| 投76線   | 史港（台21線岔路）      | 牛眠山（台21線岔路）  | 3.634    | 未更動                                           | 投76線                                             |
| 投77線   | 四角城（台21線岔路）    | 大湳（台14線岔路）    | 4.001    | 未更動                                           | 投78線                                             |
| 投78線   | 國姓（133線岔路）       | 北港溪（台21線岔路）  | 6.956    | 未更動                                           | 投84線                                             |
| 投79線   | 大湳（台21線岔路）      | 鯉魚潭                | 3.410    | 改編                                             | 投79線                                             |
| 投80線   | 梅子林（台21線岔路）    | 眉原                  | 12.730   | 延伸                                             | 投80線                                             |
| 投雲81線 | 投雲81線                | 投雲81線              | 投雲81線 | 解編                                             | 解編                                               |
| 投82線   | 國姓（133線岔路）       | 竹坑                  | 1.350    | 改編                                             | 投82線                                             |
| 投83線   | 投83線                  | 投83線                | 投83線   | 解編                                             | 解編                                               |
| 投84線   | 投84線                  | 投84線                | 投84線   | 解編                                             | 解編                                               |
| 投85線   | 投85線                  | 投85線                | 投85線   | 解編                                             | 解編                                               |
| 投86線   | 投86線                  | 投86線                | 投86線   | 解編                                             | 解編                                               |
| 投87線   | 投87線                  | 投87線                | 投87線   | 解編                                             | 解編                                               |
| 投88線   | 投88線                  | 投88線                | 投88線   | 解編                                             | 解編                                               |
| 投89線   | 投89線                  | 投89線                | 投89線   | 解編                                             | 解編                                               |
| 投89-1線 | 投89-1線                | 投89-1線              | 投89-1線 | 解編                                             | 解編                                               |
| 投90線   | 投90線                  | 投90線                | 投90線   | 解編                                             | 解編                                               |

### 後續更動
本表列出1977年至1989年間陸續的小規模更動：
| 年份   | 更動別 | 編號   | 更動內容                                      |
| 1978年 | 解編   | 投64線 | 因應新編台21甲線而解編。                      |
| 1982年 | 新編   | 投52線 | 新編瑞竹－樟崙間10.165公里（原投專1線改編）。 |

## 彰投跨縣鄉道與大編號鄉道
本段落之跨縣鄉道與大編號鄉道，所有起終點與里程均以南投縣境內計算。兩次公路普查間更動未列出，僅整理1966年與1976年境內跨縣鄉道與大編號鄉道。

### 第一次公路普查
| 編號      | 起點                 | 迄點                  | 里程   | 今日路線、編號與備註  |
| 131線     | 新社（129線岔路）    | 和社（吊橋前）        | 88.632 | 投97線、131線、台21線 |
| 147線     | 北山坑（台14線岔路） | 車坪崙（131線岔路）   | 13.880 | 147線                 |
| 彰投13線  | 縣界                 | 烏溪南岸（台3線岔路） | 1.852  | 投92線                |
| 彰投73線  | 縣界                 | 小半山（台3線岔路）   | 1.697  | 台14丁線              |
| 彰投82線  | 縣界                 | 六分寮（139線岔路）   | 0.958  | 投90線                |
| 彰投115線 | 縣界                 | 竹山（台3線岔路）     | 5.146  | 投47-1線、目鏡橋      |

### 第二次公路普查
| 編號      | 起點                 | 迄點                  | 里程   | 更動情形 | 今日路線、編號與備註 |
| 131線     | 埔里（台14線岔路）   | （台16線岔路）        | 32.731 | 縮短     | 131線                |
| 139線     | 縣界                 | 集集（台16線岔路）    | 31.006 | 未更動   | 139線                |
| 147線     | 北山坑（台14線岔路） | 車坪崙（131線岔路）   | 14.510 | 未更動   | 147線                |
| 彰投13線  | 縣界                 | 烏溪橋（台3線岔路）   | 1.852  | 未更動   | 投92線               |
| 彰投73線  | 縣界                 | 小半山（台3丙線岔路） | 1.626  | 未更動   | 台14丁線             |
| 彰投78線  | 縣界                 | 樟普寮（139線岔路）   | 0.672  | 新增     | 投88線               |
| 彰投80線  | 縣界                 | 六分寮（139線岔路）   | 1.110  | 改編號   | 投90線               |
| 彰投86線  | 縣界                 | 半山（台3丙線岔路）   | 4.916  | 新增     | 投86線               |
| 彰投115線 | 縣界                 | 竹山（台3線岔路）     | 4.754  | 未更動   | 投47-1線、目鏡橋     |
| 雲投217線 | 縣界                 | 桶頭（149線岔路）     | 4.233  | 新增     | 158甲線              |